# Штурманская улица (Санкт-Петербург)
Шту́рманская улица — улица в Московском районе Санкт-Петербурга на территории Авиагородка.
Протяжённость улицы — 1790 м.
Получила современное название в 1976 году, использована авиационная тематика, как и у других улиц Авиагородка. До этого называлась дорогой в Авиагородок.

## География
Улица проходит с запада на восток между КАД и улицей Пилотов с незначительными изломами, соединяя улицы Взлётную и Шереметьевскую. Сквозной проезд на протяжении всей улицы отсутствует.

## Здания и сооружения
- д. 3/5 — терминал Cargo Express
- дд. 4, 9, 11 — грузовые терминалы

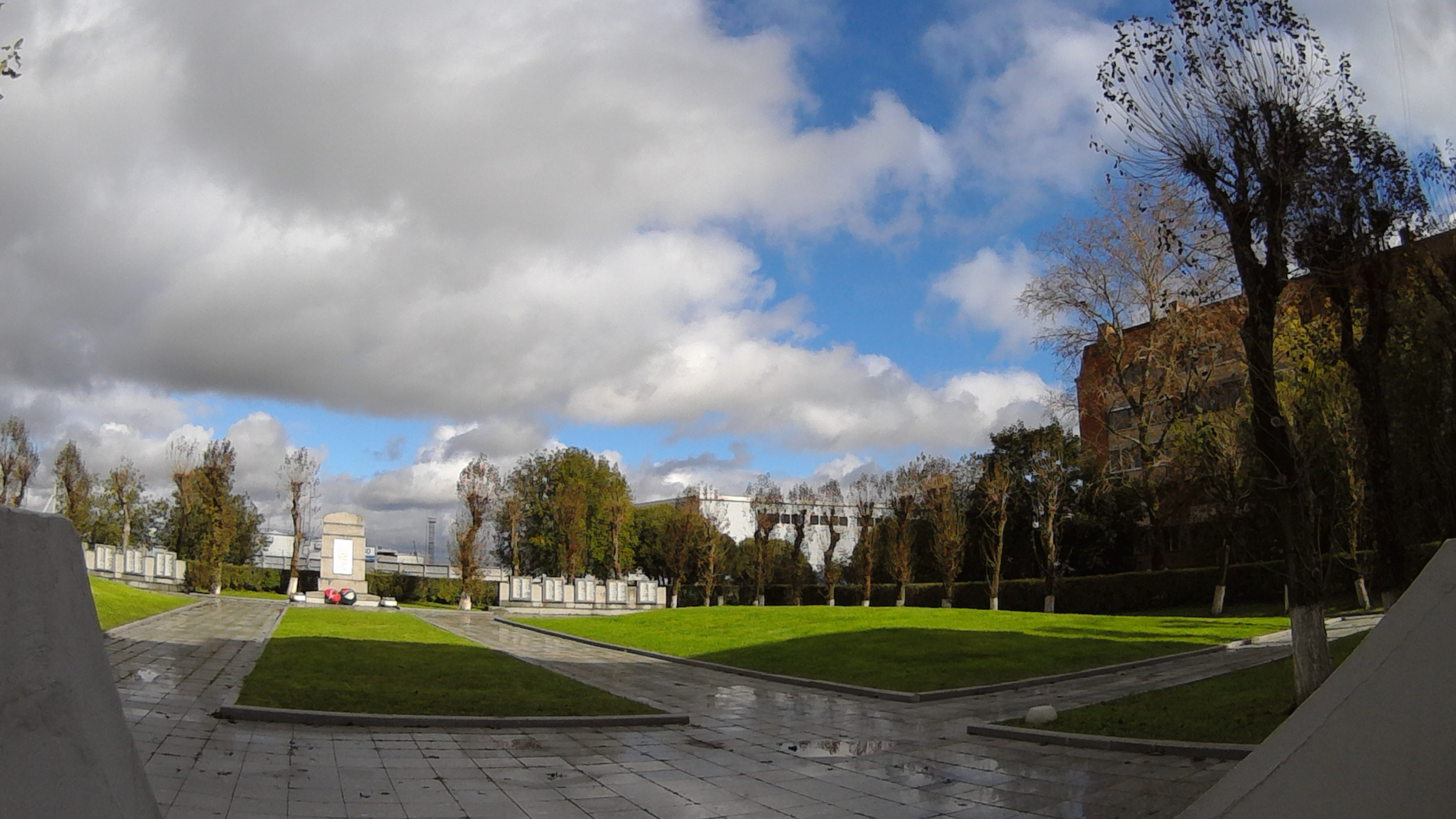
Воинское кладбище «Аэропорт»

- дд. 8, 16 — службы ФГУАП «Пулково»
- д. 24 — гостиница авиационного предприятия «Пулково»
- д. 26/2 — общежитие СПбГУГА
- д. 28 — офисный центр
- д. 38/2 — ГДОУ Детский сад № 51 Московского района
- Воинское кладбище «Аэропорт» (у пересечения с улицей Пилотов)

## Транспорт
- Автобусы: № 13, 13а (пересечение со Взлётной улицей)
- Ж/д платформа «Аэропорт» (350 м)

## Пересечения
С востока на запад (по нумерации домов):
- Шереметьевская улица
- Домодедовская улица
- улица Пилотов
- Взлётная улица

## Интересные факты
- На картах Google в Петербурге в течение нескольких лет была обозначена ещё одна Штурманская улица[3] в западной части Василеостровского района. В отличие от авиационной привязки названий проездов Авиагородка, здесь это название могло быть связано с мореплаванием и морскими профессиями, званиями и должностями, в честь которых названы окружающие улицы: Мичманская, Капитанская, Боцманская, Кораблестроителей и прочие. Трасса этой вымышленной улицы проходила по пустырю севернее Мичманской улицы. В 2012 году безымянный проезд, ошибочно именовавшийся Штурманской улицей, вошёл в состав расширенной Мичманской улицы в качестве проезда-дублёра.